# Yannick Agnero
Yannick Agnero né le 20 février 2003 en Côte d'Ivoire, est un footballeur ivoirien qui évolue au poste d'avant-centre au Halmstads BK.

## Biographie

### En club
Né en Côte d'Ivoire, Yannick Agnero grandit à Abobo puis il rejoint à l'âge de onze ans la Right to Dream Academy basée au Ghana, où il est formé. Il rejoint en 2021 le club partenaire du FC Nordsjælland, au Danemark et joue dans un premier temps pour l'équipe des moins de 19 ans du club.
Il joue son premier match en professionnel avec le FC Nordsjælland, lors d'une rencontre de championnat contre le Vejle BK le 22 octobre 2021. Il entre en jeu à la place de Lasso Coulibaly et son équipe est battue par deux buts à zéro.
Le 18 septembre 2022, le jeune attaquant de 19 ans est définitivement promu avec l'équipe première du FC Nordsjælland.
Le 31 janvier 2023, Agnero est prêté au Fremad Amager jusqu'à la fin de la saison.
Yannick Agnero rejoint le FC Helsingør le 1er février 2024, sous la forme d'un prêt jusqu'à la fin de la saison.
Le 2 août 2024, Yannick Agnero rejoint la Suède afin de signer en faveur du Halmstads BK, club avec lequel il signe un contrat courant jusqu'en décembre 2027.